# Fred Coury
Fred Coury (Johnson City, 20 ottobre 1966) è un batterista statunitense di origini libanesi noto per essere membro dei Cinderella.
Coury militò in altri gruppi, come nei Keel per pochi mesi, nei London o negli Arcade di Stephen Pearcy dei Ratt.
Si ispirò a batteristi come Neil Peart, Peter Criss, Bobby Blotzer, Tommy Lee e Tommy Aldridge.

## Biografia

### I primi anni
All'eta di 5 anni, Coury comincia a prendere lezioni di violino. A 6 anni si esibisce per la prima volta in pubblico. Tra i 7 e i 9 anni frequenta il conservatorio musicale di Beirut, Libano.
All'età di 10 anni conosce anche la tromba, e all'età di 12 anni comincia a studiare batteria. In quel periodo vede Keith Moon degli Who esibirsi al CNE Stadium di Toronto, e ne rimane colpito. Fu il momento in cui Fred decise di dedicarsi pienamente alla batteria e diventare un batterista professionista. Dopo cinque anni, all'eta di 19 anni, Fred esordisce al primo concerto con i Cinderella.

### Anni di carriera
Coury, prima di entrare nei Cinderella, suonò anche in altre band. Nel 1984 sostituì Bobby Marks nei Keel, ma durerà solo qualche mese, poi sostituito da Steve Riley (L.A. Guns, W.A.S.P.). Nel 1985 entrerà nella formazione dei London sostituendo lo stesso Bobby Marks, e con essi registrerà il debutto Non-Stop Rock (1985). L'anno successivo entrerà nei Cinderella a sostituzione del precedente Jim Drnec. Con la band di Philadelphia, Coury guadagnò un enorme successo. Nel 1988 sostituì per un breve periodo anche l'allora batterista dei Guns N' Roses, Steven Adler che a causa di problemi di salute, non poté continuare il tour.
Ma nel 1991, dopo diversi successi lascia i Cinderella venendo sostituito da Kevin Valentine, per poi entrare nella band di Stephen Pearcy (Ratt) chiamata Arcade. Tuttavia, Coury tornò nei Cinderella dopo lo scioglimento degli Arcade. Nel 2000 suonerà nel primo album solista di Stephen Pearcy intitolato Before and Laughter mentre nel 2002 parteciperà al tribute album dei Guns N' Roses Welcome to the Jungle: A Tribute to Guns N'Roses.

## Discografia

### Album in studio
- 1986 - Night Songs
- 1988 - Long Cold Winter
- 1990 - Heartbreak Station
- 1994 - Still Climbing

### Album dal vivo
- 1991 - Live Train to Heartbreak Station
- 1999 - Live at the Key Club
- 2006 - Extended Versions
- 2009 - Live at the Mohegan Sun

### Raccolte
- 1997 - Once Upon A...
- 2005 - Rocked, Wired & Bluesed: The Greatest Hits

### Con i London
- 1985 - Non-Stop Rock

### Con i Chastain
- 1985 - Mystery Of Illusion

### Con gli Arcade
- 1993 - Arcade
- 1994 - A/2
- 2001 - A/3 - Live and Unreleased

### Con Stephen Pearcy
- 2000 - Before and Laughter

### Tribute album
- 1999 - Humanary Stew: A Tribute to Alice Cooper
- 2002 - Welcome to the Jungle: A Tribute to Guns N'Roses
- 2004 - Spin the Bottle: An All-Star Tribute to Kiss
- 2006 - '80s Metal - Tribute to Van Halen
- 2006 - Welcome to the Nightmare: An All Star Salute to Alice Cooper